# Charles-François Bouche
Pour les articles homonymes, voir Bouche (homonymie).
Charles-François Bouche né à Allemagne-en-Provence le 17 mars 1737 (Alpes-de-Haute-Provence) et mort le 21 août 1795 à Morsang-sur-Seine (chez la citoyenne Dupont née Angélique Rose Derisson) est un historien de la Provence et un homme politique français, député aux États généraux de 1789.

## Biographie
Charles-François Bouche est issu d'une ancienne et assez illustre famille provençale : il est le petit neveu d'Honoré Bouche (1599-1671) prêtre, médecin, mathématicien et historien de la Provence. 
Il est avocat. Il est élu le 6 avril 1789 député du tiers-état de la sénéchaussée d'Aix aux états généraux. Il adopte avec ardeur les idées révolutionnaires.
Il travaille énergiquement au rattachement d'Avignon et du Comtat Venaissin au royaume de France. Le 12 novembre 1789 il présente à l'Assemblée nationale une motion demandant la restitution de cette contrée appartenant au Pape au royaume de France. Par son argumentation Bouche voulait démontrer que la vente d'Avignon au Pape par la reine Jeanne en 1348 était nulle tout comme la cession du Comtat au Saint Siège en 1229. La motion est rejetée mais Bouche est autorisé à la faire imprimer.     
L'Assemblée nationale décide le 22 décembre la division du royaume en départements. Le découpage de la Provence donne lieu tant au comité de division que dans les séances de L'Assemblée à d'ardentes controverses. M. de Sinéty, député de la noblesse de Marseille, souhaite que Marseille et son territoire forme un département distinct comme Paris. Charles-François Bouche, député de la sénéchaussée d'Aix, fait rejeter cette proposition ; il obtient même, appuyé par l'archevêque de Boisgelin, que le chef-lieu du département de l'ouest de la Provence, c'est-à-dire l'actuel département des Bouches-du-Rhône, soit non pas Marseille mais Aix-en-Provence en raison de son histoire et de sa situation plus centrale.
Il se fait également connaître par de savantes recherches sur son pays natal et publie plusieurs ouvrages historiques dont l'Essai sur l'histoire de Provence. Il rédige plusieurs articles dans le dictionnaire des hommes illustres de Provence de Claude-François Achard.
Le 14 août 1786 il est nommé membre associé de l'Académie de Marseille.

## Œuvres
- Charles-François Bouche, Essai sur l'histoire de Provence, suivi d'une notice des provençaux célèbres, vol. I, Marseille, Jean Mossy père et fils, 1785, 452 p. (BNF 30137341, lire en ligne)
- Charles-François Bouche, Essai sur l'histoire de Provence, suivi d'une notice des provençaux célèbres, vol. II, Marseille, Jean Mossy père et fils, 1785, 566 p. (BNF 30137341, lire en ligne)
- Charles-François Bouche, La constitution française traduite conformément aux décrets de l'Assemblée-nationale-constituante en langue provençale et présentée à l'Assemblée-nationale-législative, Paris, Imprimerie nationale, 1792, 271 p. (BNF 36034629).
- Charles-François Bouche, De la restitution du Comtat Venaissin, des ville et État d'Avignon : Motion imprimée sous l'autorisation de l'Assemblée nationale par son décret du 21 novembre 1789, Paris, Baudoin, 1789, 46 p. (OCLC 491684210, BNF 30137347).